# Christopher Cox (Kolonialbeamter)
Sir Christopher William Machell Cox GCMG (* 17. November 1899 in Hastings, Sussex; † 6. Juli 1982) war ein britischer Kolonialbeamter. Als langjähriger Bildungsberater des Colonial Office spielte er eine wichtige Rolle bei der Entwicklung des Bildungssystems in den britischen Kolonien.

## Leben
Christopher Cox war der älteste von drei Söhnen des Arthur Henry Machell Cox (1870–1947), Schulleiter der Mount House School in Plymouth, aus dessen Ehe mit Dorothy Alice Wimbush (1876–1947). Er besuchte von 1913 bis 1918 das Internat Clifton College in Bristol. Dort absolvierte er eine Kadettenausbildung und wurde anschließend im Oktober 1918 im temporären Rang eines Second Lieutenant der Royal Engineers in die British Army übernommen. Das Ende des Ersten Weltkriegs im folgenden Monat kam seinem aktiven Kriegseinsatz zuvor.
Nach dem Krieg studierte Classics am Balliol College in Oxford (BA 1920; MA 1923). 1924 erhielt er das Craven Fellowship der Universität Oxford und ein Demyship des Magdalen College. Im Juni und Juli 1924 reiste er erstmals in Innerkleinasien mit Willam Hepburn Buckler und William Moir Calder zur Erforschung der historischen Geographie und zur Untersuchung von Inschriften. Zwei weitere Reisen folgten 1925, mit John R. Cullen, und 1926 mit Archibald Cameron. 1926 wurde er Fellow und Tutor am  New College in Oxford und lehrte dort antike Geschichte. Im Frühjahr 1931 unternahm er eine weitere Reise in Kleinasien, wieder mit Archibald Cameron.
Seine Karriere nahm jedoch einen anderen Lauf, als er die Gelegenheit erhielt, von Januar 1937 bis Juli 1939 als Director of Education des anglo-ägyptischen Sudan in Khartum zu arbeiten, wo er gleichzeitig Direktor des Gordon College war. Unter Malcolm MacDonald trat er in die britische Kolonialverwaltung in London ein. Hier arbeitete er ab 1940 als Educational adviser im Colonial Office, ab 1961 im Department of Technical Co-operation und von 1964 bis zu seinem Ruhestand Ende Dezember 1970 im Ministry of Overseas Development. In dieser Funktion trug er maßgeblich zum Ausbau und der Verwaltung des britischen Unterrichtssystems in den Kolonien bei. In Anerkennung seiner Verdienste wurde er am 8. Juni 1944 als Companion in den Order of St Michael and St George aufgenommen, am 2. Januar 1949 als Knight Commander des Order of St Michael and St George geadelt und am 1. Januar 1970 zum Knight Grand Cross des Order of St Michael and St George erhoben.

## Schriften
- mit Archibald Cameron: A native inscription from the Myso-Phrygian Borderland. In: Klio 25, 1932, S. 34–49.
- mit Archibald Cameron: Monuments from Dorylaeum and Nacolea (= Monumenta Asiae Minoris Antiqua V). Manchester University Press, Manchester 1937 (Digitalisat).
- Mass education in African society. Colonial Office, Advisory Committee on Education in the Colonies. HMSO, London 1943.
- The Impact of British Education on the Indigenous Peoples of Overseas Territories. In: The Advancement of Science 13, 50, 1956, S. 125–136.